# Pierre-Louis Barbou
Pierre-Louis Barbou (* 13. Oktober 1732 in Dammartin-sur-Tigeaux, Département Seine-et-Marne; † nach 1793) war ein französischer katholischer Priester, der zu Beginn der Französischen Revolution politisch aktiv war.

## Leben
Er war Vertreter des Ersten Standes in den französischen Generalständen des Jahres 1789 für den Wahlbezirk Meaux. Dort hat er nicht weiter auf sich aufmerksam gemacht. Der Abgeordnetenalmanach berichtet über ihn: „Es ist ihm nicht gelungen, aus dem Schatten von Jacques Bénigne Bossuet, dem Bischof von Meaux, herauszutreten.“
Als Gegner der revolutionären Reformen trat er am 29. Oktober 1789 zurück und wurde durch den Abbé Pierre-Jean de Ruallem ersetzt. Zwar leistete er den Eid auf die Verfassung, wurde am 2. April 1793 als Gegner der Revolution verurteilt und wurde verbannt. Er zog sich daraufhin in die Schweiz zurück. Weiteres ist über ihn nicht bekannt.